# Oscar (manga)
Pour les articles homonymes, voir Oscar.
Oscar, ou Androïde (実験人形ダミー・オスカー, Jikken Ningyou Dummy Oscar) est une bande dessinée pornographique de science-fiction japonaise (1977-1984) scénarisée par Kazuo Koike et dessins de Seisaku Kanoh (ou Kano, Kanō). Sa publication dans le mensuel Mutants de janvier 1985 à janvier 1986 constitue une des premières incursions de la bande dessinée japonaise en France, et la première traduction en français d'un manga pornographique.

## Synopsis
Tokyo Shunske, un japonais, est appelé en Allemagne par la firme Volkswagen pour créer des androïdes ultra perfectionnés qu'ils utiliseront lors de crash tests. Apathique, semblant indifférent à tout, il ne vit que pour ses créations, capables, elles, de ressentir des sentiments.
Tokyo, complexé et très mal à l'aise avec la gent féminine, tombe amoureux d'Olga, pilote d'essai de la firme et pour qui il réalise une réplique fidèle, allant jusqu'à utiliser les cheveux et les poils pubiens de la jeune femme.
Soumis à un stress intense, il révèle alors sa double personnalité. sorte de Dr Jekyll and Mister Hyde, le timide ingénieur, encore vierge et au sexe de la taille d'un petit doigt, devient Oscar l'androïde, cynique et violent, au sexe démesuré et capable de prouesses sexuelles incroyables.
La route de Tokyo/Oscar le conduit par la suite aux États-Unis où il erre de femme en femme pour des aventures sexuelles ou non. La plupart des histoires inclut des aventures avec des robots fabriqué par Tokyo ou par d'autres afin de résoudre des enquêtes. 
Parfois capable de dominer la créature qui est en lui, Tokyo utilise souvent Oscar (à moins que ce ne soit l'inverse) pour faire le bien. Parfois la différenciation n'est pas nette. 
La série comporte 13 épisodes mais faute de ventes (le manga même érotique, ne fait pas encore recette), seules onze seront publiées en France. La douzième, pourtant prête à être imprimée ne paraîtra jamais, tandis que la treizième, où le héros se donne la mort, jugée trop pessimiste par l'éditeur, ne fut même pas traduite.

## Éditions
Mutant était une publication édité par Ideogram, une succursale des éditions Elvifrance. Si les "pauses" entre les différents chapitres ont été supprimées et le sens de lecture s'est fait à l'occidentale, les noms originaux et les censures pornographiques ont été scrupuleusement respectées, ce qui explique peut-être le manque d'engouement des lecteurs, habitués aux scènes pornographiques très explicite des fumettis des années 80. 
- "Dummy Oscar" en 3 volumes (Schreiber + Leser) 1997 (édition japon)[1]

- Dummy Oscar Seisaku Kanoh Illustrations Art Book

## Liste des épisodes (en français)
1. Androïde 1  (janvier 1985)
2. Androïde 2  (15 février 1985)
3. Androïde n° 3 - L'équipée ravages  (mars 1985)
4. Androïde n° 4 - Le choc du titan ! (avril 1985)
5. Androïde n° 5 - Le sexe brûlant ! (mai 1985)
6. Androïde n° 6 - Perverses amours (juin 1985)
7. Androïde n° 7 - Destinée lubrique ! (Août 1985)
8. Amours au sang  (septembre 1985)
9. Mécaniques infernales (octobre 1985)
10. Poupées de plaisirs ! (novembre 1985)
11. Orgasme (janvier 1986)